# یوگنی لئونف
یِوگِنی پاولُویچ لِئونُف (روسی: Евгений Павлович Леонов؛ ۲ سپتامبر ۱۹۲۶ – ۲۹ ژانویهٔ ۱۹۹۴) بازیگر اهل روسیه بود. وی بین سال‌های ۱۹۴۷ تا ۱۹۹۳ میلادی فعالیت می‌کرد.

## قسمتی از فیلمشناسی
- میمینو
- چایکوفسکی
- سی و سه
- گذرنامه
- فانتیک
- بهاری بی‌نظیر
- داستان دُن

## جوایز
وی برندهٔ جوایزی همچون جایزه دولتی اتحاد شوروی، نشان لنین و جایزه هنرمند مردمی اتحاد جماهیر شوروی شده بود.